# Culture de Porto Rico
 (mai 2025).
La culture de Porto Rico est le résultat de plusieurs influences indigènes et internationales. Plusieurs manifestations culturelles révèlent la riche histoire de l'île et contribuent à la création d'un melting pot de cultures taino, espagnole, africain et nord-américain.
Les Portoricains ont hérité de nombreux noms de villes, d’aliments et d’autres objets, des colons espagnols, ils ont hérité de la langue espagnole, de la religion catholique et de la plupart de leurs traditions et valeurs culturelles et morales, des esclaves africains, ils ont hérité de la bomba et de la plena, des types particuliers de musique et de danse qui incluent l'utilisation d'instruments à percussion et de maracas, Enfin, des Américains, ils ont hérité de la langue anglaise, du système universitaire et de diverses formes culturelles hybrides qui se sont développées entre le continent et l'île.
La relation entre les États-Unis et Porto Rico complexifie l'identité nationale. Les Portoricains conservent la citoyenneté américaine tout en s'inscrivant dans un héritage spécifiquement portoricain. Bien que la culture de l'île ne soit pas hétérogène, Porto Rico établit plusieurs oppositions binaires aux États-Unis, identité américaine versus identité portoricaine, langue anglaise versus langue espagnole, protestant versus catholique, et héritage britannique versus héritage hispanique.

## Influences
- Diversité culturelle à Porto Rico (en)

## Emblèmes nationaux
Porto Rico a trois emblèmes nationaux officiels : 
- l'oiseau Spindalis portoricensis
- la fleur Thespesia grandiflora
- la plante Ceiba pentandra

Mais le symbole le plus populaire est la grenouille Eleutherodactylus coqui.

## Cuisine

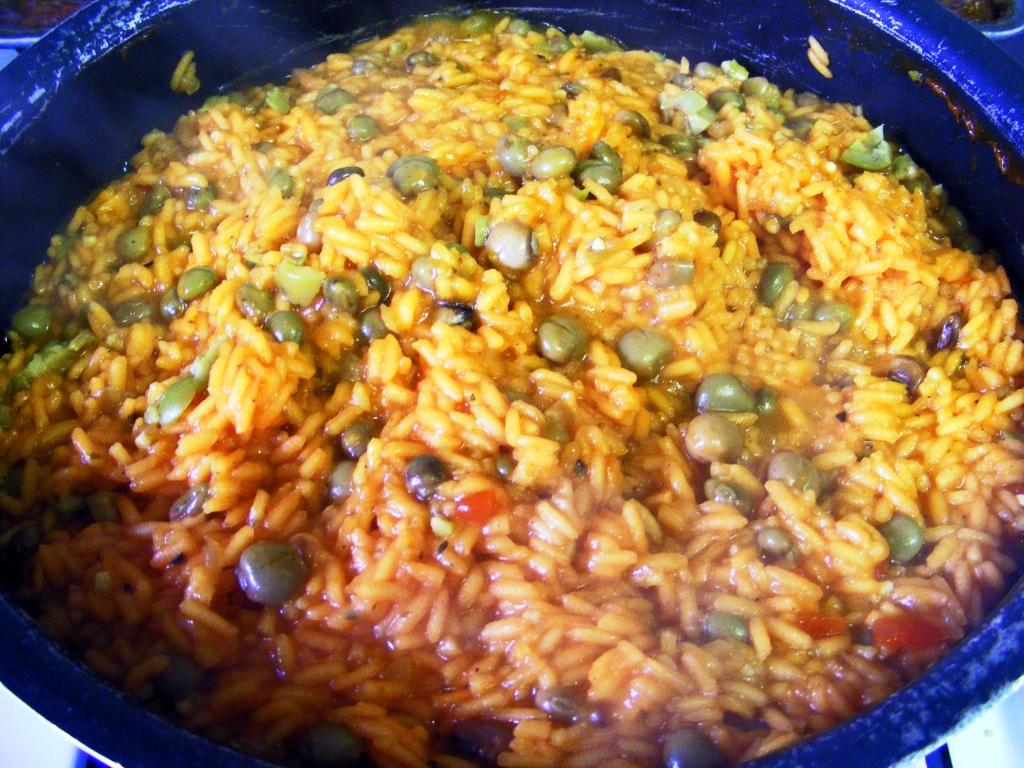
Arroz con gandules

La cuisine portoricaine mêle les influences tainos, africaines, espagnoles et américaines, avec l'emploi de fruits et légumes africains et tropicaux, de fruits de mer et d'épices.

### Principaux plats
- Arroz Con Gandules : du riz avec des pois d'Angole accompagné de sauce sofrito et de jambon fumé.
- Arroz y Habichuelas : plat de riz et de haricots roses, parfois avec des morceaux de potiron et du sofrito.
- Plantains : bananes vertes, grillées ou bouillies, assaisonnées d'escabeche. Parfois utilisées jaunes.
- Empanadillas de carne/mariscos/queso : empanadas fourrées de viande, de fruits de mer ou de fromage.
- Mofongo : bananes vertes frites, assaisonnées à l'ail, à l'huile d'olive et avec de la couenne de porc.
- Alcapurrias : farce de viande ou de crabe entourée de pâte de banane verte et de racine de taro (yautia) passée à la friture.
- Bacalaitos Fritos : équivalents des accras de morue.

## Musique

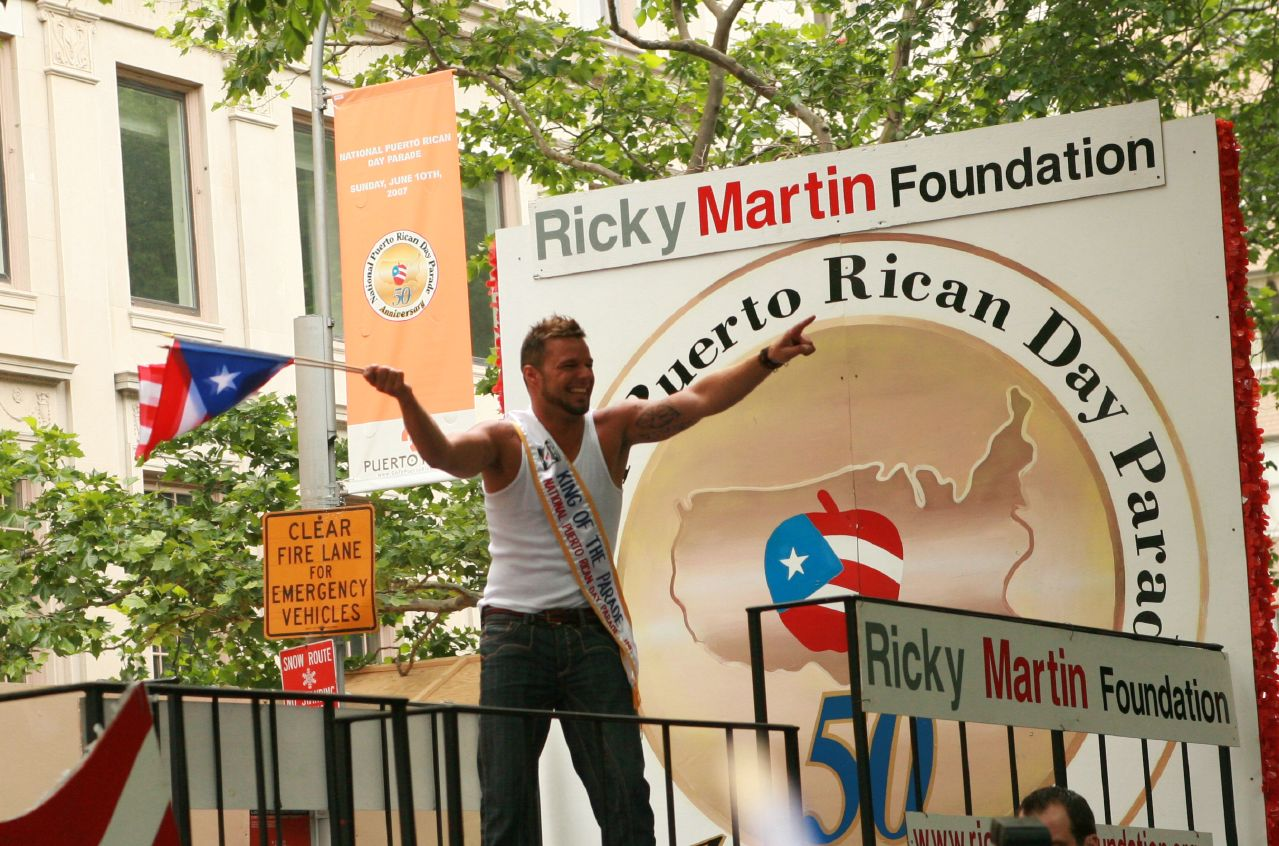
Ricky Martin à Porto Rico

La musique portoricaine reprend les instruments espagnols, avec des rythmes africains comme la bomba. L'hymne national est La Borinqueña. Le violoncelliste Pablo Casals a terminé sa vie sur l'île. Le festival Pablo Casals a été créé en son honneur.
La musique portoricaine intègre aussi le son et le mambo cubains, ainsi que le merengue (Olga Tañón) et la salsa avec le groupe El Gran Combo, Héctor Lavoe, Ismael Miranda, La India et plus récemment Victor Manuelle. Les chanteurs Cheo Feliciano, Ricky Martin ou Marc Anthony ont connu le succès.
Des courants musicaux un peu plus récents à Porto Rico sont le salsa-ragga et salsaton et le reggaeton (Daddy Yankee, Héctor y Tito, Ivy Queen, Don Omar) ou le rap (Big Punisher, Big Boy, Bad Bunny) et connaissent du succès.

## Fêtes et Carnavals

Illustration d'un masque vejigante.

Les masques vejigante sont une tradition de différentes fêtes à Loíza et Ponce.

## Littérature
La littérature portoricaine est illustrée par Diego de Torres Vargas, Francisco Ayerra de Santa María, Rafael Cordero, María Bibiana Benítez, Alejandro Tapia y Rivera, Cayetano Coll y Toste, Lola Rodríguez de Tio (auteure de "La Borinqueña"), Ramón Emeterio Betances, Francisco Gonzalo Marin, Luisa Capetillo, le poète Luis Lloréns Torres, la poétesse Julia de Burgos, le poète Juan Antonio Corretjer, le "Nuyorican Movement" à New York, Piri Thomas, Pedro Pietri, Tato Laviera, Luis Rafael Sánchez, Manuel Ramos Otero, Mayra Montero, Mayra Santos-Febres et Giannina Braschi.

## Musées
- Liste de musées à Porto Rico (en), dont
  - Le Musée d'Art de Ponce
  - La Parque de Bombas de Ponce, ancienne caserne de pompiers reconvertie

## Cinéma
Le premier film portoricain date de 1953 : Los Peloteros, avec Ramón Rivero. Les acteurs connus des années 1950 sont Axel Anderson, Rosaura Andreu et Marta Romero.
Parmi les acteurs portoricains connus, on compte Rita Moreno, Míriam Colón, Raúl Juliá, José Ferrer, Benicio del Toro, Amaury Nolasco et Jennifer Lopez.
Dans les années 1980, des films comme La Gran Fiesta (1985) et Lo que le Pasó a Santiago (réalisé par Jacobo Morales, 1989) connaissent un grand succès. En 2007 est sorti le film Maldeamores avec Luis Guzmán.
- List of Latin American films (en)
- Liste de films caribéens
- List of Puerto Rican films (en)

## Sport
Les équipes de basket-ball, basket à monocycle (un grand fabricant de monocycles a même créé une selle à l'image du drapeau) et de baseball comptent de nombreux champions portoricains dans leurs rangs. Plusieurs sportifs ont représenté Porto Rico : les boxeurs Wilfred Benítez et Wilfredo Gómez, le footballeur Felix Magath, les nageurs Jesse Vassallo et Maritza Correia.
La joueuse de tennis Monica Puig est la première sportive à ramener une médaille d'Or aux J.O pour Porto Rico.

## Sentiment de dépossession
Face à l'influence grandissante des États-Unis, certains Portoricains ont l'impression de perdre progressivement leur culture et leur identité, craignant un scénario similaire à Hawaï. Là-bas, « les peuples autochtones ont été mis à l’écart, leur culture a été marginalisée, à l’exception d’un exotisme vendeur. Les Américains ont débarqué, tout comme ici, avec leur religion protestante, leurs bonnes écoles et leurs hôpitaux » selon l'autrice Magali García Ramis.